# Ivan Gajić
Ivan Gajić (serbisch-kyrillisch Иван Гајић; * 17. Mai 1979 in Niš, SFR Jugoslawien) ist ein ehemaliger serbischer Handballspieler.

## Karriere

### Verein
Der 1,91 m große Torhüter spielte in seiner Heimat bis 2005 für RK Železničar Niš. In der Saison 2005/06 lief er für den deutschen Zweitligisten TSV Hannover-Burgdorf auf. Anschließend kehrte er nach Niš zurück. Im Dezember 2012 wurde er vom Bundesligisten Frisch Auf Göppingen als Ersatz für den verletzten Martin Galia verpflichtet. Nach der Saison kehrte er wieder in seine Heimat zurück, diesmal zu ORK Niš. In der Saison 2007/08 spielte er in Dänemark für Bjerringbro-Silkeborg. Von 2008 bis 2013 stand er beim slowenischen Erstligisten RK Gorenje Velenje im Tor. Mit Velenje gewann er 2009, 2012 und 2013 die slowenische Meisterschaft. Nach Stationen beim französischen Verein Tremblay-en-France Handball und in Katar beim al-Ahli SC spielte er zum Ende seiner Laufbahn für den slowenischen Rekordmeister RK Celje Pivovarna Laško, mit dem er 2016 und 2017 die nationale Liga und den Pokal gewann.

### Nationalmannschaft
Mit der serbischen A-Nationalmannschaft nahm  Gajić an der Weltmeisterschaft 2013 teil, bei der die Mannschaft den zehnten Platz belegte. Er bestritt bis 2013 mindestens 26 Länderspiele.